# 白鬚神社 (飯能市中藤中郷)
白鬚神社（しらひげじんじゃ）は、埼玉県飯能市の神社。

## 歴史
783年（延暦2年）に創建された。同年に旧高句麗遺民が当地に移住し、高麗郡が設置された。彼らは猿田彦大神を尊崇していたことから、猿田彦を祀る神社を創建した。
1872年（明治5年）、近代社格制度に基づく「村社」に列せられ、1908年（明治41年）の神社合祀により周辺の3社が合祀され、1943年（昭和18年）に1社が合祀された。
物を失くしたとき、当社で祈願すれば、すぐに見つかるというご利益があるとされている。

## 交通アクセス
- 路線バス原市場中学校停留所より徒歩31分。